# Filozofia społeczna
Filozofia społeczna - refleksja filozoficzna na temat natury społeczeństwa i zjawisk społecznych.
Pojęcie filozofii społecznej nie ma ustalonego znaczenia i różni autorzy używają go w różny sposób. Można wyróżnić trzy zasadnicze znaczenia (często przenikające się):
1. w znaczeniu zbliżonym do filozofii politycznej, jako normatywne rozważania, nad tym, jak powinien wyglądać porządek społeczny[1];
2. jako synonim ontologii społecznej, czyli nienormatywnych rozważań na temat podstaw porządku społecznego. W tym znaczeniu pokrywa się częściowo z zainteresowaniami teorii społecznej i teorii socjologicznej[1];
3. jako synonim filozofii nauk społecznych, czyli rozważań na temat epistemologicznych podstaw nauk społecznych[2].

Filozofia społeczna jest stosunkowo nowym pojęciem, jest jednak odnoszona również do dawniejszych myślicieli. Można np. mówić o filozofii społecznej Arystotelesa, czy Hobbesa, wskazując w jaki sposób widzieli oni podstawy organizacji społecznej.